# Jonathan Perleth
Jonathan Perleth (* 13. April 1994 in München) ist ein deutscher Schauspieler.

## Leben
Jonathan Perleth wurde in München geboren, wuchs nach eigenen Angaben aber in einem kleinen Ort in der Nähe von Rostock auf. Mit 18 Jahren ist er von dort weggezogen und begann ein Lehramtsstudium in Leipzig, brach dieses nach ein paar Jahren aber kurz vor dem Staatsexamen ab, da es letztlich nicht das war, was er machen wollte. Er studierte von 2018 bis 2022 an der Hochschule der Künste Bern, wo er mit einem Bachelor of Arts in Theater-Schauspiel und einem Master of Arts in Expanded Theater abschloss. Während seines Studiums spielte er in Bern und in Köln Theaterrollen, er lebte ein paar Jahre in Berlin. Aktuell (Stand: November 2024) hat er eine Festanstellung am Theaterhaus Jena.
In der Rostocker Polizeiruf-110-Folge Daniel A. gab er sein Filmdebüt mit einer Episodenhauptrolle. Perleth, der selbst transgeschlechtlich ist und dem bei der Geburt das weibliche Geschlecht zugewiesen wurde, spielt in diesem Film einen trans Mann, für dessen Darstellung er von Kritikern gelobt wurde.

## Filmografie
- 2023: Polizeiruf 110: Daniel A.
- 2024: Zielfahnder: Polarjagd
- 2024: Hallo Spencer – Der Film (Fernsehfilm)

## Hörspiele/Hörbücher
- 2023: 12 Nächte von Leonie Below (12-teilige Mystery-Serie über die Raunächte), WDR[6]
- 2023: Pageboy. Meine Geschichte (von Elliot Page, erschienen im Argon Verlag)